# Disophrys testacea
Disophrys testacea är en stekelart som beskrevs av Cameron 1906. Disophrys testacea ingår i släktet Disophrys och familjen bracksteklar. Inga underarter finns listade i Catalogue of Life.